# Байынды, Елизавета Байыровна
Елизавета Байыровна Байынды (тув. Елизавета Байыр кызы Байынды; род. 9 января 1951) — художница-камнерез, заслуженный художник Тувинской АССР (1991), лауреат Государственной премии Российской Федерации (1992).

## Биография
Родилась 9 января 1951 году в селе Ак-Дуруг Улуг-Хемского района Тувинской автономной области в семье аратов. В 1967 году поступила на художественное отделение Кызылского училища искусств, после успешного окончания стала работать художницей-камнерезом, два года работала методистом по прикладному искусству в Доме народного творчества, потом камнерезом в сувенирном цехе Кызылской мебельной фабрики. В 1978 году её направили на повышение квалификации в Абрамцевское художественно-промышленное училище в городе Хотьково Московской области, где она получила диплом с отличием. Она стала достойной ученицей и продолжательницей творческого наследия своего отца Байыра Сарыговича Байынды, известного камнереза, лауреата Государственной премии РСФСР им. И. Е. Репина. В 1980 году Е. Б. Байынды была принята в члены Союза художников СССР, стала работать народным мастером-камнерезом в Тувинских художественно-производственных мастерских при Союзе художников Тувы, по совместительству преподавала в Кызылской детской художественной школе (ныне ДХШ им. Нади Рушевой) и Республиканской школе искусств им. Р. Д. Кенденбиля. В 1991 году её было присвоено почетное звание «Заслуженный художник Тувинской АССР». В 1992 году стала лауреатом Государственной премии Российской Федерации в области культуры и искусства.

## Творчество
Первая работа из камня — бюст тувинки сделан Е. Байынды во время учёбы в 1974 году. Участие на IV-ом всероссийском художественном смотре «Советская Россия» в 1976 году в Москве стало для неё значительным. Е. С. Байынды стала постоянно участвовать на республиканских, зональных, всероссийских, всесоюзных и зарубежных выставках таких, как «Сибирь Социалистическая», «Скульптура малых форм», «Молодые художники Сибири», «Молодость России», «Анималисты России», «По родной стране», «Народное искусство России», «Сибирь», «Россия» и зарубежных странах — Канада, США, Монголия, Япония. Её камнерезные работы изображают одиночные фигуры животных (лошадей, козлов, сарлыков, арзыланов, быков, баранов, верблюдов). Затем стала придавать фигурам определённое движение, выделяя характер и повадки конкретных зверей. В конце 1970-х — начале 1980-х годов в творчестве Елизаветы Байыровны появилась серия всадников — «Всадник» (1979), «Стремительная всадница» (1980), «Всадник революции» (1984).С середины 1980-х до конца 1990-х в творческой деятельности Е. Б. Байынды создавалисьновые жанровые композиции в малой пластике: «Друзья» (1986), «Упрямый верблюд» (1988), «До встречи» (1989), «Громовержец-дракон, змея и обезьяна» (1989), «Наше детство» (1990). и др. Лучшие её камнерезные скульптуры представлены в художественных музеях Красноярска, Читы, Иркутска, Российском этнографическом музее г. Санкт-Петербурга, Всероссийском музее декоративно-прикладного и народного искусства г. Москвы, Национальном музее им. Алдан-Маадыр Республики Тыва и частных художественных коллекциях.

## Награды и звания
- Заслуженный художник Тувинской АССР (1991)
- Лауреат Государственной премии Российской Федерации в области литературы и искусства 1992 года (25 декабря 1992) — за произведения последних лет, выполненные в традиции тувинской резьбы по цветному мягкому камню
- Медаль «В память 850-летия Москвы» (1997)
- Серебряная медаль Российской Академии художеств (1998)
- Юбилейная медаль в честь 100-летия образования Тувинской Народной Республики (2022)[4]